# Palaeorhiza excavata
Palaeorhiza excavata är en biart som beskrevs av Hirashima och Abe 1996. Palaeorhiza excavata ingår i släktet Palaeorhiza och familjen korttungebin. Inga underarter finns listade i Catalogue of Life.